# Ad-Dinawarí
Abu-Hanifa Àhmad ibn Dàwud ad-Dinawarí (àrab: أبو حنیفة أحمد بن داوود الدینوري, Abū Ḥanīfa Aḥmad ibn Dawūd Dīnawarī), o simplement ad-Dinawarí (815-896), va ser un científic kurd en llengua àrab que va tractar sobre astronomia, agricultura, botànica, metal·lúrgia geografia, matemàtica i història. Va néixer i va morir a Dinawar. Estudià a Esfahan, Kufa i Basra. La seva obra més coneguda és Llibre de les Plantes. Va escriure un llibre sobre l'origen dels kurds (Ansab al-akrad) i també una història general amb el títol Akhbar at-tiwal.

## Botànica
És considerat el fundador de la botànica àrab pel fet de ser l'autor de Kitab an-nabat (Llibre de les Plantes), obra en sis volums dels quals solament n'han sobreviscut dos. S'hi descriuen 637 plantes.